# Knud Kristensen
Knud Kristensen, född den 26 oktober 1880 Hover, Danmark, död den 29 september 1962 i Humlebæk, var en dansk liberal politiker.

## Biografi
Kristensen var lantbrukarson och växte upp på en gård utanför Ringkøbing. Han gick tidigt med i partiet Venstre och hjälpte till att bygga partiets ungdomsförbund. Han flyttade 1908 till Østedt, en liten ort utanför Vejle och bodde där i några år.
Kristensen valdes in i Folketinget 1920 och fick efterhand betydande poster i sin folketingsgrupp. Kort efter den tyska ockupationen i juli 1940 blev han inrikesminister i Staunings samlingsregering och fortsatte under Vilhelm Buhl efter Staunings död i maj 1942, men avgick i november samma år efter oenighet med Erik Scavenius, som då tog över posten som statsminister.
Kristensen var ordförande i Venstre 1941 – 49 och blev statsminister i en ren venstreregering i november 1945. Som statsminister drev Kristensen en personlig linje för anslutning av Sydslesvig till Danmark, men fick inget stöd för detta i folketinget och tvingades därför att avgå i oktober 1947.
Trots en stor seger i det följande folketingsvalet kunde han inte tillgodogöra sig detta på grund av den rådande politiska situationen i parlamentet. Han lämnade Folketinget 1949.
I samband med undertecknandet av konstitutionen 1953 lämnade han det liberala partiet och medverkade i bildandet det nya högerpartiet De oavhängiga, som han var ordförande till 1956, dock utan att någon gång bli huvudaktör i partiet.